# Federico Capasso
Federico Capasso (Roma, 24 de junho de 1949) é um físico ítalo-estadunidense.
Capasso obteve um doutorado em 1973 na Universidade de Roma "La Sapienza", pesquisou então óptica de fibras na Fondazione Bordoni em Roma, antes de seguir em 1976 para os Estados Unidos, a fim de trabalhar no Bell Labs. Em 2003 foi Robert Wallace Professor of Applied Physics na Universidade Harvard.
Capasso é conhecido pelo desenvolvimento do Laser de Cascata Quântica, ideia concebida originalmente em 1971 pelos russos Rudolf Kazarinov e Robert Suris.
Recebeu o Prêmio R. W. Wood de 2001, o Prêmio Arthur L. Schawlow de Física do Laser de 2004 e o Prêmio Internacional Rei Faisal de 2005. Recebeu o Prêmio Willis E. Lamb de 2000 (com Alfred Yi Cho), a Medalha Edison IEEE de 2004, o Berthold Leibinger Zukunftspreis de 2010. Recebeu o Prêmio Humboldt de 2013 da Fundação Alexander von Humboldt.
Em 1986 foi eleito fellow da American Physical Society. É membro da Academia Nacional de Ciências dos Estados Unidos, da Academia Nacional de Engenharia dos Estados Unidos, da Academia de Artes e Ciências dos Estados Unidos, da European Academy of Sciences. É doutor honoris causa da Universidade de Bolonha. Foi eleito membro da Academia Europaea em 2015. Recebeu o Prêmio Rumford de 2015.
Capasso detém 50 patentes (situação em 2009). Em 2005 foi publicada sua biografia Avventure di un designer quantico (Di Renzo Editore).